# ديكستر إيدج
ديكستر إيدج (بالألمانية: Dexter Edge)‏ هو عالم موسيقى وملحن نمساوي، ولد في 20 يناير 1953.